# Cristóbal Obregón (norra Villaflores)
Cristóbal Obregón är en ort i Mexiko.   Den ligger i kommunen Villaflores och delstaten Chiapas, i den sydöstra delen av landet, 700 km sydost om huvudstaden Mexico City. Cristóbal Obregón ligger 662 meter över havet och antalet invånare är 4 664.
Terrängen runt Cristóbal Obregón är huvudsakligen kuperad, men åt nordost är den bergig. Runt Cristóbal Obregón är det ganska glesbefolkat, med 47 invånare per kvadratkilometer. Cristóbal Obregón är det största samhället i trakten. Omgivningarna runt Cristóbal Obregón är en mosaik av jordbruksmark och naturlig växtlighet.